# Вер (Австрія)
Вер (нім. Weer) — громада округу Швац у землі Тіроль, Австрія.
Вер лежить на висоті 558 м над рівнем моря і займає площу 5,61 км². Громада налічує 1545 мешканців.
Густота населення 275/км².
Громада Вер розташована в долині річки Інн. Через неї протікає до головної річки потічок Вербах. Це в основному сільськогоспадарська громада.
|                              |
| Вер на мапі округу та землі. |

 Адреса управління громади: Dorfstraße 4, 6116 Weer.